# Huấn luyện mèo
Huấn luyện mèo là quá trình sửa đổi hành vi của mèo nhà để giải trí hoặc kết thân với người. Huấn luyện thường được sử dụng để giảm các hành vi không mong muốn hoặc có vấn đề ở mèo nhà, để tăng cường tương tác giữa người và mèo cưng và cho phép chúng cùng tồn tại thoải mái. Có nhiều phương pháp khác nhau để huấn luyện mèo sử dụng các số dư khác nhau giữa phần thưởng và hình phạt.

## Huấn luyện cách đi vệ sinh

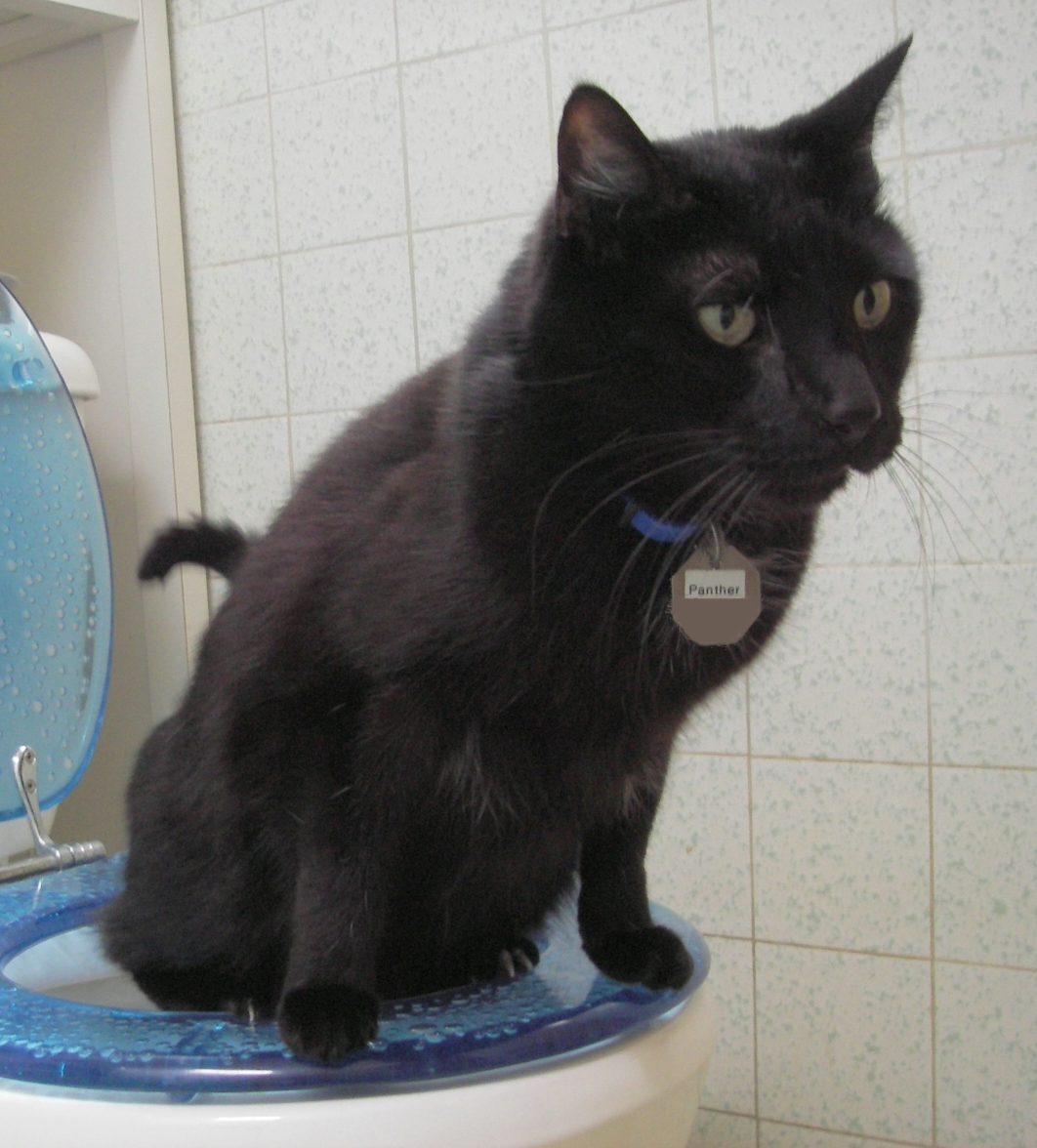
Huấn luyện mèo đi vệ sinh

Mèo có thể dễ dàng được huấn luyện để sử dụng hộp hoặc khay đựng chất thải mèo, vì đây là hành vi tự nhiên. Nhiều con mèo và mèo con theo bản năng sẽ sử dụng hộp vệ sinh mà không cần phải dạy, vì bản năng của chúng là thải chất thải khỏi cơ thể trong bụi bẩn hoặc cát. Do đó, với một con mèo con mới, chủ sở hữu thường chỉ cần chỉ cho mèo con biết nơi đặt hộp vệ sinh và cách ra vào. Đôi khi, một số khóa đào tạo được yêu cầu để giúp một con mèo mới điều chỉnh hộp xả rác hoặc để giúp một con mèo già đột nhiên ngừng sử dụng hộp vệ sinh.
Mèo cũng có thể được huấn luyện để sử dụng nhà vệ sinh của con người. Lợi ích của phương pháp này là chủ sở hữu mèo có thể loại bỏ nhiệm vụ duy trì hộp đựng rác sạch thường xuyên và tránh mùi gây ra khi hộp xả rác không được làm sạch thường xuyên. Một số nhà nghiên cứu về hành vi mèo khuyên không nên huấn luyện đi vệ sinh vì nó hạn chế chủ nhân theo dõi những thay đổi trong nước tiểu và phân của mèo (thường liên quan đến sức khỏe của thú cưng). Một chỉ trích khác là việc huấn luyện đi vệ sinh có thể gây ra những căng thẳng khác nhau cho mèo, một phần là do sử dụng nhà vệ sinh đi ngược lại bản năng tự nhiên của mèo là đào và lấp phân của chính nó và bởi vì việc đi vệ sinh có thể khiến mèo khó khăn (đặc biệt là những con mèo già hoặc đang ốm).